# Agrilus latifrons
Agrilus latifrons es una especie de insecto del género Agrilus, familia Buprestidae, orden Coleoptera. Fue descrita científicamente por Waterhouse, 1889.
Se encuentra en Arizona, Nueva México y México. Los adultos se encuentran en - Desmodium batocaulon (Fabaceae).